# 英國鐵路220型柴聯車
英國鐵路220型「旅行者」柴聯車（英語：British Rail 220 Voyager），是由比利時龐巴迪運輸於2000年至2001年所建造的柴油電力高速動力客車組。
本型車於2001年替換了已有20年歷史的城際列車125系列（英語： InterCity 125）列車，以及已有30年歷史的，由47型機車牽引的Mark 2 客車。本型車由2007年開始由英國縱貫鐵路（英語：CrossCountry）營運。

## 技术细节
所有車廂都配有一部康明斯 QSK19 柴油引擎（出力750 hp（560 kW） 於1800rpm）。由引擎驅動的发电机 提供動力，每部車有兩個動力轉向架，每個轉向架各有一個由電動機驅動的動軸。
本型車由四節車廂編組，各車廂重約 45 至 48 噸，每組總重  185.6 噸，極速為每小時200公里（125英里），每次加油後運轉距離最大約為 1,350英里（2,170） 。本型車的運用範圍極廣；這有部分要歸功於其轉向架設計輕量化。

## 編成與乘客設備
本型車以四輛車為一編組。在車廂外牆有電子看板顯示車次號碼、開車時間、車廂編號、終點站、下一停靠站等資訊。221型與222型柴聯車也有一樣的設備，但390型電聯車的電子看板是設在車內的。本型車配備全面空調與自動門，車廂內有插座可供筆記型電腦與行動電話充電。本型車有無障礙廁所與自行車放置空間。
頭等車廂有26個座位，每排以2+1配置三個座位。標準車廂則有174個座位，每排以2+2配置四個座位。
四輛車廂的220型典型編組如下：
- 604##：A車，26座位頭等車與無障礙區域、車長室、頭等餐飲區、廁所、駕駛室。
- 602##：C車，66個座位標準車廂、廁所。
- 607##：D車，66個座位標準車廂、大件行李區、可供三部自行車停放的空間。 没有厕所。
- 603##：F車，42個座位標準車廂、無障碍區域，餐飲服務區、廁所、駕駛室。

四節車廂編組的220系沒有B車；但五輛車廂編成的221系則有B車，且通常為自由座（不對號）。這樣的設計可讓220系代行平常為五輛車編成的221系所行駛的班車時，不至於影響訂位系統（因為B車本來就不劃位）。此外英國縱貫鐵路也更新了所有220與221系車廂的室内布局，增加座席以配合特許經營協議。此外也改以推車餐飲服務取代車內商店，以降低乘客因離座而損失財物的風險，或是自由座乘客因離位而失去座位。
2007年開始，所有的220系客車皆由英國縱貫鐵路運行。
由於機械設計上相似（僅轉向架有差異），220型常與221型聯掛行駛。

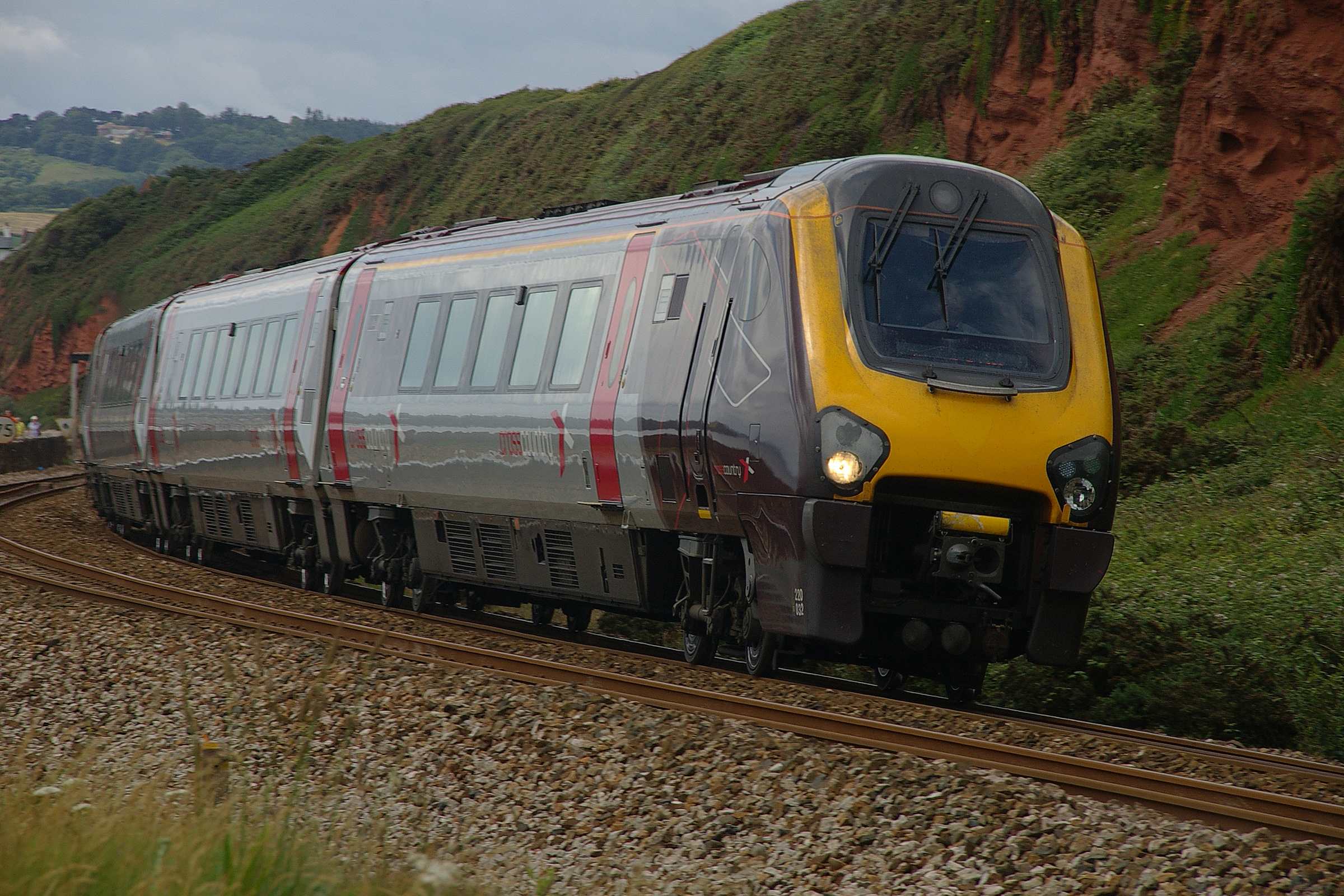
英國縱貫鐵路的220系柴聯車，車號220032，行經道利什附近的Langstone Rock附近的彎道。

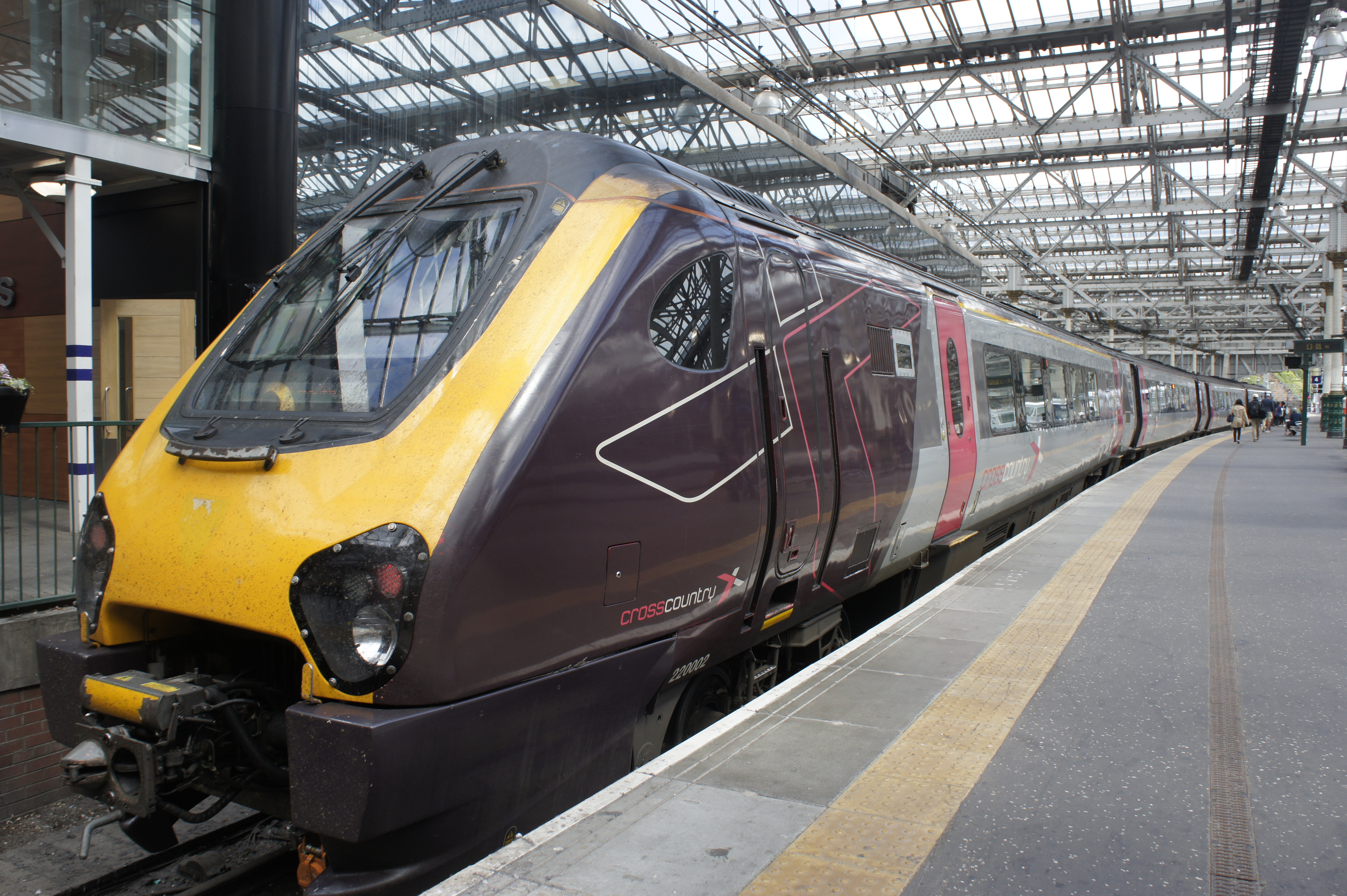
英國縱貫鐵路塗裝的英國鐵路220型柴聯車，蘇格蘭愛丁堡威瓦利站，2019年7月

| 型式 | 使用者       | 数量 | 建造年份    | 編組車廂 | 車號            |
| ---- | ------------ | ---- | ----------- | -------- | --------------- |
| 220  | 英國縱貫鐵路 | 34   | 2000-2001年 | 4        | 220 001-220 034 |